# Georg Dengel

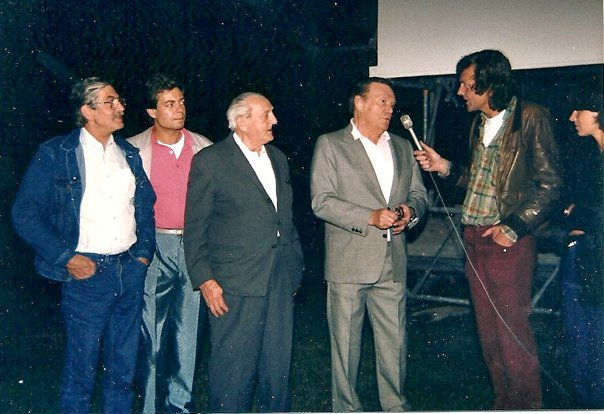
Fred Dengel, Fredy Dengel, Edwin Georg Dengel, Eddie Constantine, Uwe Schriefer, Freilichtkinotage Wiesbaden (August 1986)

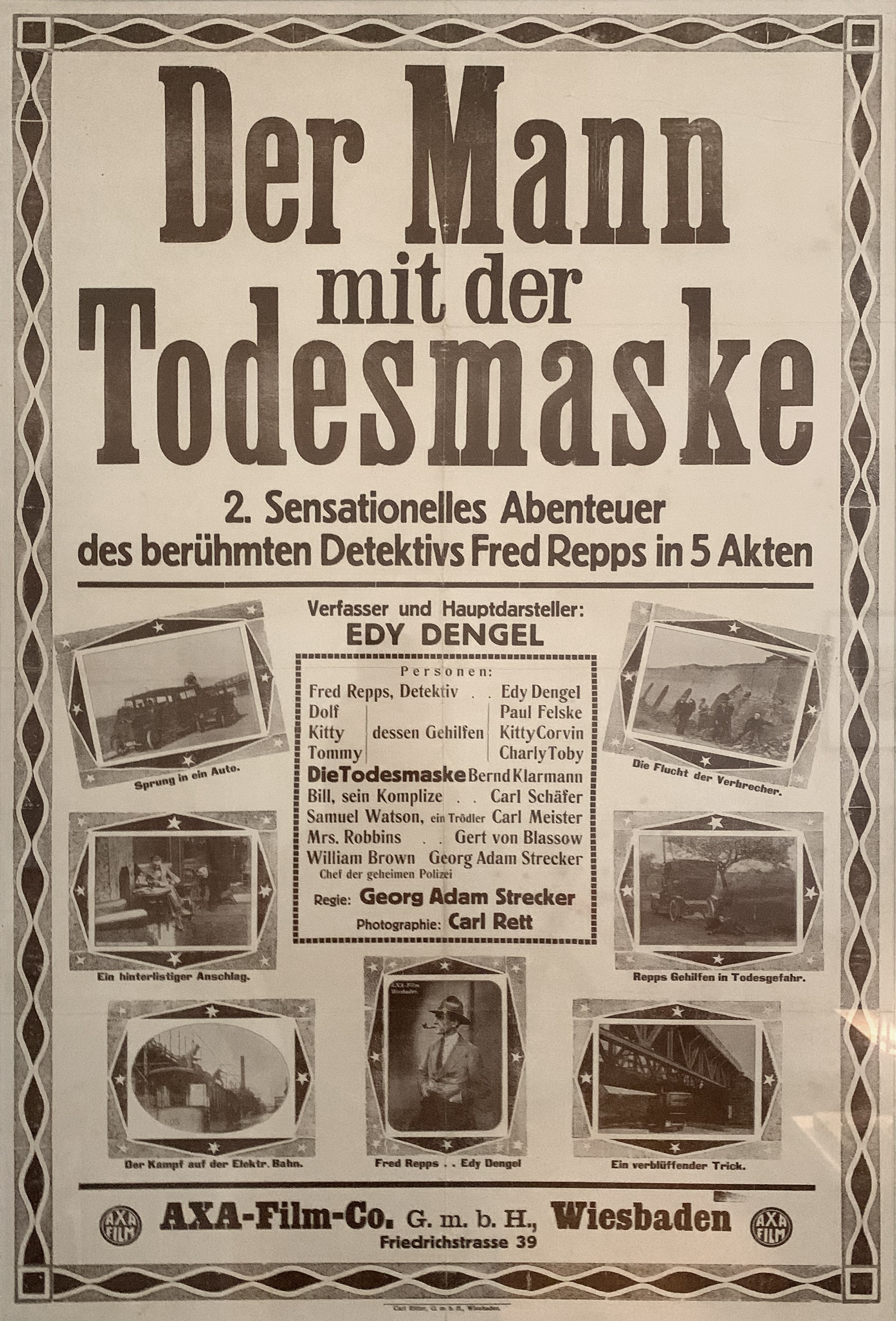
Filmplakat „Der Mann mit der Todesmaske“, AXA-Film-Co., Wiesbaden, 1920

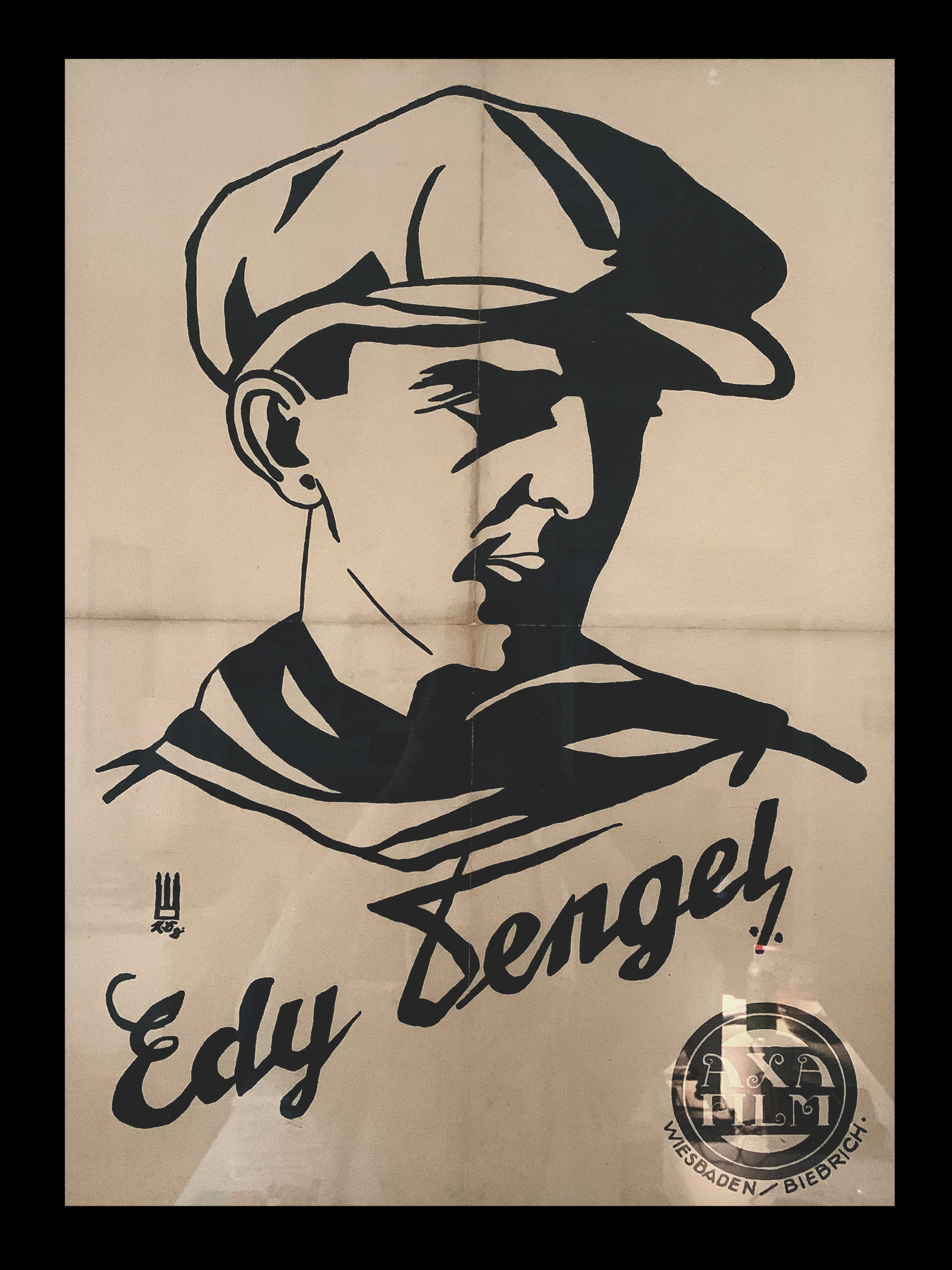
Plakat, Porträt von Edy Dengel, um 1922

Edwin Georg „Edy“ Dengel (* 4. Februar 1901 in Wiesbaden; † 28. September 1987 ebenda) war ein deutscher Filmpionier.

## Leben und Werk
Mit seiner Produktionsfirma Axa-Film-Werke GmbH (Wiesbaden) produzierte er unter anderem die als 35mm Stummfilm entstandenen Spielfilme Das Schloß des Schreckens (1919), Der Mann mit der Todesmaske (1920), Patsy ist jung verheiratet (1925) sowie den inzwischen verschollenen Film Repps und Webbs (1925). Des Weiteren produzierte Dengel Dokumentarfilme wie Idstein im Taunus (1925) und Der Rhein in Eisfesseln (1929), der das seltene Naturschauspiel eines zugefrorenen Rheins vor dem Schloss Biebrich zeigt. Neben seinem Wirken als Drehbuchautor, Regisseur und Produzent trat er in mehreren seiner Filme auch als Schauspieler auf, unter anderem mehrmals in der Rolle des Privatdetektivs „Fred Repps“.
Er führte seine Filme in einem von ihm selbst betriebenen Lichtspielhaus in Wiesbaden-Biebrich vor. Die Aufführung des Stummfilms Repps und Webbs, in dem es unter anderem um eine „Verschleppung von Mädchen“ geht, untersagte die Filmprüfstelle im November 1925, weil der Film eine „entsittlichende Wirkung“ ausübe. Zwei Beisitzer legten gegen die Entscheidung Beschwerde ein. Die Filmoberprüfstelle hob die Entscheidung drei Tage später auf, ließ jedoch keine Vorführung vor Jugendlichen zu.
Während des Nationalsozialismus wurde Dengel die Weiterführung seiner Produktionsfirma verboten. Da er den Kriegsdienst unter Hitler verweigerte, befand er sich während des Zweiten Weltkrieges zeitweise auf der Flucht. In der Nachkriegszeit handelte Dengel mit Industriemaschinen, Eisenwaren und Motoren. Er starb im Alter von 86 Jahren im Kreise seiner Familie.
Ein Enkel von Dengel ist der ebenfalls in Wiesbaden lebende bildende Künstler Robert Georg Achtel (* 1980).

## Historische Bedeutung
Die historische Bedeutung seines Schaffens wird unter anderem im Buch Hollywood am Kochbrunnen (1995)  behandelt, der Stummfilm Das Schloss des Schreckens (1919) gilt demnach als Ursprung von Wiesbadens Geschichte als Filmstadt, und brachte Edy Dengel  den Ruf des „James Bond der 20er Jahre“ ein. Durch die Initiative von Harald Schleicher (Akademie für Bildende Künste, Johannes Gutenberg-Universität Mainz), Uwe Schriefer und Meinhold Schmitz wurde der Film 1987 von Taunusfilm in Zusammenarbeit mit den Trickstudios Mettman rekonstruiert (Kopie auf 35mm Sicherheitsfilm) und wurde seit dem mehrmals von Uwe Schriefer vorgeführt.
Eine Besonderheit Dengels Schaffen war, seine Heimatstadt Wiesbaden-Biebrich gekonnt als Kulisse einzusetzen, um den Zuschauern eine Handlung in New York zu suggerieren. Hiermit befasst sich der 1987 in der ARD ausgestrahlte Dokumentarfilm „Der Rhein als Hudson, die Bachgass als Bowery“ – die Welt des Filmpioniers Edy Dengel von Harald Schleicher.